# Svalövs kommun
Svalövs kommun er en kommune i Skåne län (Skåne) i Sverige.

## Byområder
Befolkning pr. 31. december 2005:
| # | Byområde    | Befolkning |
| - | ----------- | ---------- |
| 1 | Svalöv      | 3,344      |
| 2 | Teckomatorp | 1,644      |
| 3 | Kågeröd     | 1,413      |
| 4 | Billeberga  | 948        |
| 5 | Röstånga    | 846        |
| 6 | Tågarp      | 434        |